# Bataille de Plassey
Guerre de Sept Ans
Batailles
- Chandernagor (1757)
- Plassey (1757)
- Gondelour (1758)
- Négapatam (navale) (1758)
- Condore (1758)
- Madras (1758)
- Pondichéry (navale) (1759)
- Masulipatam (1759)
- Chinsurah (1759)
- Wandiwash (1760)
- Pondichéry (1760-1761)

La bataille de Plassey (en bengali : পলাশীর যুদ্ধ Pôlashir Juddho) est traditionnellement considérée comme le point de départ de la domination britannique en Inde, l'acte fondateur du Raj britannique. Le 23 juin 1757, aux abords du petit village de Palashi (entre Calcutta et Murshidabad), les forces de la Compagnie anglaise des Indes orientales sous le commandement de Robert Clive défont l'armée du divan du Bengale, Siradj al-Dawla, appuyée par l'artillerie française.
Cette bataille marque également la fin de la domination française aux Indes ; la France ne reprendra en effet plus jamais possession du sous-continent indien, à l'exception de quelques comptoirs jusqu'en 1954.
Cette défaite débouche sur le traité de Paris, en 1763, qui consacre la Grande-Bretagne première puissance mondiale, avec la perte des possessions françaises en Amérique du Nord et en Inde.

## Contexte
En 1756, Siradj al-Dawla ordonne aux Britanniques, alors en conflit avec les Français, de cesser de fortifier la ville de Calcutta, conformément à leur accord. La ville est alors la principale possession de la Compagnie anglaise des Indes orientales (BEIC) en Inde. Siradj al-Dawla est aussi très irrité par Krisnadâs, le fils du fonctionnaire hindou de la cour Râj Ballabha, qui avait volé une somme importante lorsqu'il était en poste à Dhaka, puis s'était réfugié, à Calcutta, sous la protection britannique. Cet ultimatum ayant été sans effet, il prend la ville le 20 juin et l'occupe avec la place forte de Fort William.
Robert Clive, un lieutenant-colonel de la BEIC, prend alors la tête d'une troupe stationnée à Madras et se rend au Bengale.

## Bataille
Clive conduit les 900 hommes du 39e régiment d'infanterie et 2 200 cipayes. En face de lui, retranchés dans le camp de Palashi, se trouvent environ 50 000 hommes équipés d'artillerie lourde. Pendant la bataille, un orage de mousson, durant presque une heure, trempe les hommes des deux côtés et imbibe la terre. Les armes indiennes sont devenues inefficaces, leur poudre ayant été insuffisamment protégée. Lorsque la cavalerie indienne charge dans l'espoir que les armes britanniques se trouvent dans le même état, elle rencontre un feu nourri.
La bataille ne dure pas plus de quelques heures, son résultat ayant été décidé bien avant que les hommes ne se rencontrent sur le champ de bataille. En effet, Clive, qui se méfie de l'influence française, s'était mis d'accord avec Mîr Jafar pour lui offrir le trône du Bengale lorsqu'il se serait débarrassé du jeune divan. Aussi, un grand nombre de soldats du divan ont-ils été achetés et se rendent prématurément, jettent leurs armes ou les retournent contre leur propre camp. On ne compte que 23 morts et 49 blessés dans les rangs britanniques.
Siradj al-Dawla se réfugie à Murshidabad mais il est bientôt capturé et assassiné, et Mir Jafar s'empare du pouvoir en payant à la Compagnie britannique des Indes orientales une somme si énorme qu'elle vide le trésor du divan qui devient alors une marionnette dans les mains de la Compagnie.
Cette bataille inaugurale du Raj britannique porte en elle les germes de la stratégie de conquête du sous-continent par la BEIC, où elle tient peu les promesses qu'elle fait, où elle respecte peu des nombreux traités qu'elle signe (cf. les guerres du Mysore), où elle gagne de nombreuses batailles en achetant ses adversaires et utilise la désinformation (cf. le Trou Noir de Calcutta).
Vaincus, la France et ses alliés se retirent ; lors du traité de Paris de 1763, Louis XV cède à George III la quasi-totalité des possessions françaises sur le continent indien. Ainsi s'achève le rêve des Indes françaises et débute celui des Indes britanniques, appelées à être le « joyau de la Couronne » au XIXe siècle. Outre la trahison du commandant indien et d'une partie de ses troupes, la raison principale de la défaite française serait une mauvaise compréhension des ordres, car les soldats aux ordres des Français parlaient une dizaine de langues, toutes aussi différentes des autres, dont le hindi, le tamoul, le malayalam, le télougou, etc. alors que les soldats encadrés par les Britanniques parlaient surtout bengali et hindi. De plus, mis à part Chandernagor, le Royaume de France était peu présent au Bengale. Les Britanniques, beaucoup plus présents au Bengale, connaissaient bien mieux la région.

## Mémoire de l'évènement
En 1857, la célébration du centenaire de cette victoire aurait joué un rôle non négligeable dans la révolte des Cipayes en Inde, qui commencera en mai 1857 : les Cipayes, qui étaient les soldats Indiens enrôlés dans l'armée coloniale britannique, étaient mal payés, et peu considérés. Le souvenir que les colonialistes français furent chassés autrefois leur donnait l'espoir qu'il était donc aussi facile de chasser les Anglais, qui n'étaient sans doute pas invincibles. La révolte des Cipayes peut être considérée comme les prémices des mouvements pour l'Indépendance de l'Inde.
En 1857, en France, sous le Second Empire, l'empereur Napoléon III envisageait un retour colonial des Français, en Asie, un retour qui se concrétisera à partir de 1858 par la conquête de Saïgon, et les débuts de la conquête de l'Indochine. À l'époque, les Anglais laissent faire, car ils sont confrontés à la révolte des Cipayes en Inde : les Britanniques sont alors conscients qu'ils ne peuvent pas faire la conquête de toute l'Asie, d'autant plus que gérer de vastes territoires en Asie, dont l'Inde, est déjà assez difficile militairement. Il fallait donc accepter d'autres puissances coloniales européennes. En 1815, ils avaient déjà accepté le retour des Néerlandais en Indonésie (alors Indes néerlandaises). Aussi, à l'époque, il y avait déjà un rapprochement avec les Français, depuis 1850, ce qui donnera naissance à l'Entente cordiale, en 1905.    
Le 23 juin 1957, le bicentenaire de la bataille de Plassey ne sera pas abordé par les autorités militaires françaises, car en 1957, la France était en pleine période de décolonisation, avec la perte de l'Indochine, par les accords de Genève de 1954 et la guerre d'Algérie, qui faisait alors rage.
De même, en France, la bataille de Plassey est peu connue, et elle est rarement abordée dans les manuels scolaires. Entre 1870 et 1970, l'évocation de cette bataille relève du tabou, surtout chez les militaires.[réf. nécessaire]
Dans les grandes instances militaires françaises[réf. nécessaire], le 23 juin 1757 était considéré comme un jour de deuil pour l'armée française, un « jour noir » pour le prestige colonial français, et l'armée française, car la bataille de Plassey était le commencement de la perte du premier espace colonial français, qui englobait l'Inde et le Canada, pertes actées par le traité de Paris, de 1763.
En Grande-Bretagne, il n'y a pas de commémoration de l'évènement, d'autant moins que l'Inde est devenue indépendante en 1947.
Le 23 juin 1957, l'Inde, dirigée par Nehru, se contentera de dénoncer l'impérialisme colonial britannique, qui mettra la main sur presque toute l'Inde, chassant au passage les colonialistes français.